# Двойной альбом
Двойной альбом (или двойная пластинка) — это аудио-альбом, состоящий из двух музыкальных носителей одного типа, обычно двух грампластинок или двух компакт-дисков. Двойной альбом обычно выпускается тогда, когда длина альбома превышает ёмкость носителя. Чаще всего исполнители преподносят двойные альбомы как единое художественное произведение, однако есть исключения, такие как «Some Time in New York City» Джона Леннона, который состоял из одной студийного альбома и одного концертного альбома,  и «Speakerboxxx/The Love Below» дуэта OutKast (фактически два сольных альбома, по одному от каждого участника дуэта). С момента появления компакт-дисков, альбомы иногда выпускаются в комплекте с бонус-диском, содержащим дополнительные материалы к основному альбому, а также с концертными треками, студийными «ауттейками», вырезанными песнями и другим неизданным материалом. В дальнейшем, бонус материалы стали также издаваться на DVD, где находились аналогичные бонусные материалы, например видео, относящееся к альбому, или DVD-Audio версии тех же композиций с альбома. Некоторые такие диски также выпускались в двустороннем формате DualDisc.
В зависимости от используемого носителя некоторые релизы выпускались как двойные альбомы в одном формате и одиночные в другом. Например, виниловый релиз, состоящий из двух дисков общей продолжительностью менее 80 минут, может быть помещен на один компакт-диск стандартной длины. В других случаях порядок дорожек может варьироваться между двумя разными носителями или может использоваться более экономичное использование пространства носителя; например, сокращение двойного альбома в формате LP до одной кассеты.
Такой же подход применим к тройному альбому, выпускающемуся на трёх носителях. Комплекты с более чем тремя единицами носителей часто называют бокс-сетом.

## История
Первый студийный двойной альбом, «Verlaine et Rimbaud» (1964), принадлежит автору-исполнителю Лео Ферре; первый концертный двойной альбом — «The Famous 1938 Carnegie Hall Jazz Concert» Бенни Гудмена.